# Droga krajowa nr 167 (Kostaryka)
Droga krajowa nr 167 (hiszp. Ruta Nacional Secundaria 167/Ruta 167) – jedna z dróg krajowych w Kostaryce. Znajduje się ona w prowincji San José.

## Opis
W prowincji San José droga krajowa nr 167 przebiega przez kanton San José (przez dystrykty Hospital i Mata Redonda) oraz kanton Escazú (przez dystrykt San Rafael).